# (78433) Gertrudolf
(78433) Gertrudolf est un astéroïde de la ceinture principale.

## Description
(78433) Gertrudolf est un astéroïde de la ceinture principale. Il fut découvert le 29 août 2002 à l'observatoire Palomar par Sebastian F. Hönig. Il présente une orbite caractérisée par un demi-grand axe de 2,63 UA, une excentricité de 0,03 et une inclinaison de 2,7° par rapport à l'écliptique.

## Compléments